# Míriam González i Flores
Míriam González Flores (Terrassa, Vallès Occidental, 20 de juny de 1989) és una jugadora de corfbol catalana.
Formada al Korfbal Esplai Ca n'Anglada, va guanyar la segona divisió de corfbol la temporada de 2005-06. Posteriorment, va jugar al Sant Llorenç Korfbal Club entre 2007 i 2009, i amb el Club Korfbal Vallparadís entre 2009 i 2017. Durant aquesta etapa, va guanyar dues Europa Shield, cinc Lligues catalanes, quatre Copes de Catalunya i dues Supercopes Catalanes. Internacional amb la selecció catalana de corfbol en categories inferiors, participant als campionats del Món sub-23 i als d'Europa sub-21. Amb la selecció absoluta va ser internacional en vint-i-set ocasions entre 2010 i 2015. Va participar en els Campionats del Món de 2011, aconseguint la quarta posició, i 2015, i als Campionats d'Europa de 2010 i 2014. Va retirar-se de la competició al final de la temporada 2016-17.

## Palmarès
Clubs
- 3 Europa Shield de corfbol: 2010-11, 2012-13
- 4 Lligues Catalanes de corfbol: 2010-11, 2013-14, 2014-15, 2015-16
- 5 Copes de Catalunya de corfbol: 2006-07, 2013-14, 2014-15, 2015-16, 2016-17
- 2 Supercopes Catalanes de corfbol: 2014-15, 2016-17